# پساآنارشیسم
پساآنارشیسم یا پست-آنارشیسم یک فلسفهٔ آنارشیست است که رویکردهای پسا-ساختارگرا و پسامدرن (عبارت پسا-ساختارگرا آنارشیسم نیز استفاده می‌شود) را به استخدام می‌گیرد. پساآنارشیسم تنها یک نظریه منسجمِ نیست، بلکه اشاره به کارهای ترکیب‌شدهٔ هر تعداد از پساساختارگراهایی همچون میشل فوکو، ژیل دلوز و ژاک لاکان، فمینیست‌های پست مدرن مانند جودیت باتلر
و پَسامارکسیستهایی مانند ارنستو لاکلائو، شانتال مویفا و ژاک رانسیر و به علاوه آنارشیست‌های کلاسیک با تمرکز خاص بر روی اما گلدمن، ماکس اشتیرنر و فریدریش نیچه دارد؛ بنابراین این اصطلاحات می‌توانند به‌طور گسترده‌ای در هر دو رویکرد و نتیجه، متفاوت باشند.